# Johann Christian Brandenburg
Johann Christian Brandenburg (* 1. Oktober 1769 in Rostock; † 28. Juni 1856 ebenda) war ein deutscher Jurist.

## Leben
Johann Christian Brandenburg wurde als Sohn eines Rostocker Rechtsgelehrten geboren. Er hatte eine Schwester und zwei Brüder: Karl Ernst Theodor (1772–1827) war Arzt und Joachim Friedrich Karl (1774–1844) Jurist und vierter Rostocker Bürgermeister. Brandenburg studierte ab 1787 Jura zuerst an der Universität Rostock und ab 1791 an der Universität Göttingen. Über Leipzig kehrte er nach Rostock zurück und promovierte am 12. April 1793, um kurz darauf eine Rechtsanwaltspraxis zu eröffnen. Er war lange Jahre Syndikus des ehrliebenden ersten Quartiers des Hundertmännerkollegiums der Hansestadt Rostock, eines frühen Vertretungsorgans der Bürgerschaft der Stadt. Er machte 1835 der Stadt Rostock eine moderne Feuerspritze aus England zum Geschenk.

## Ehrungen
Aus Anlass seines 50. Doktorjubiläums wurde Brandenburg am 12. April 1843 zum Ehrenbürger Rostocks ernannt.